# Atlas (Estados Unidos)
Atlas es un lugar designado por el censo ubicado en el condado de Northumberland, Pensilvania, Estados Unidos. Según el censo de 2020, tiene una población de 732 habitantes.
En los Estados Unidos, un lugar designado por el censo (traducción literal de la frase en inglés census-designated place, CDP) es una concentración de población identificada por la Oficina del Censo exclusivamente para fines estadísticos.
En este caso, a todos los efectos prácticos, es un barrio de la ciudad de Mount Carmel.

## Geografía
Está ubicado en las coordenadas 40°47′51″N 76°25′42″O / 40.79750, -76.42833 (40.797422, -76.42833).